# Инделикато, Марк
Марк Инделика́то (англ. Mark Indelicato, род. 16 июля 1994, Филадельфия, Пенсильвания, США) — американский актёр и певец, наиболее известный по роли Джастина Суареза в популярном телесериале «Дурнушка».

## Биография
Инделикато на ¾ — итальянец и на ¼ — пуэрториканец. Родился в Филадельфии, первый актёрский опыт получил тут же, в восемь лет играя в театре «Уолнат-стрит (англ. Walnut Street Theatre)» и снимаясь в коммерческой рекламе, а также в нескольких шоу.
В 12 лет начал сниматься в популярном американском телесериале «Дурнушка», последняя серия которого вышла 14 апреля 2010 года. В 2007 году исполнил роль в одной из серий сериала «Всё тип-топ, или Жизнь Зака и Коди» — Lip Synchin’ in the Rain, которая является отсылкой к популярному музыкальному фильму «Классный мюзикл» (Disney Channel). В 2012 году снимался в сериале «Школа Мэдисон», однако проект так и не вышел в эфир.
По своему заявлению в блоге на twitter, является пескетарианцем.

## Фильмография
| Год       |     | Русское название                   | Оригинальное название         | Роль                  |
| --------- | --- | ---------------------------------- | ----------------------------- | --------------------- |
| 2003      | кор | Избавление                         | Disposal                      | мальчик на велосипеде |
| 2003      | с   | Таксист                            | Hack                          | Бердж                 |
| 2004      | с   | Шоу Шапелла                        | Chappelle's Show              | мальчик в парке       |
| 2006—2010 | с   | Дурнушка                           | Ugly Betty                    | Джастин Суарез        |
| 2007      | с   | Всё тип-топ, или Жизнь Зака и Коди | The Suite Life of Zack & Cody | Антонио               |
| 2010      | с   | Красотки в Кливленде               | Hot in Cleveland              | Зак                   |
| 2012      | с   | Школа Мэдисон                      | Madison High                  | Харви Флинн           |
| 2012      | с   | Школьная битва Ойши                | Oishi High School Battle      | Обри                  |
| 2014      | ф   | Белая птица в метели               | White Bird in a Blizzard      | Микки                 |
| 2016      | с   | Разгар лета                        | Dead of Summer                | Блэр Рамос            |
| 2021—2023 | с   | С любовью                          | With Love                     | Хорхе Диаз-младший    |
| 2021—2024 | с   | Хитрости                           | Hacks                         | Дэмиан                |